# Pyhäjärvi (Saarijärvi)
Pour les articles homonymes, voir Pyhäjärvi.
Le lac Pyhäjärvi (finnois : Pyhäjärvi) est un lac à Saarijärvi et Äänekoski en Finlande,.

## Présentation
Il a une superficie de 58,9 kilomètres carrés et une altitude de 120 mètres.